# Министерство культуры РСФСР
Министерство культуры РСФСР — орган государственного управления РСФСР по выработке государственной политики в сфере культуры, искусства и кинематографии  в 1953—1992 годах.

## История
Образовано 1 апреля 1953 года Указом Президиума Верховного Совета РСФСР на базе Министерства кинематографии РСФСР, Комитета по делам культурно-просветительных учреждений, Комитета по делам искусств, Управления по делам полиграфической промышленности, издательств и книжной торговли при Совете Министров РСФСР на основании Закона СССР от 15 марта 1953 года «О преобразовании министерств СССР».
В области культпросветработы Министерство руководило массовыми и научными библиотеками, музеями, клубными учреждениями, лекционными бюро, парками культуры и отдыха, зоопарками, планетариями. Министерство утверждало всевозможные положения и уставы, правила, инструкции и нормативы учреждений, относящихся к работе культпросветучреждений. 
Министерство получило широкие полномочия по координации деятельности других республиканских Министерств и ведомств, колхозов и совхозов, оказывало методическую помощь профсоюзам и другим общественным организациям в области художественной самодеятельности. 
В области искусства Министерство управляло театральными и концертными учреждениями, художественными музеями и галереями, музыкальными учреждениями, расположенными на территории РСФСР. Министерство утверждало репертуары театров и концертных организаций, направляло и контролировало работу художественно- зрелищных предприятий республиканского и местного подчинения. В обязанности Министерства входило комплектование художественными произведениями государственных музеев и галерей, обеспечение их сохранности, направление работы общественных организаций в деле создания произведений для театрально-зрелищных, музыкальных и других учреждений. 
Министерство руководило развитием киносети, управлением производства кинофильмов и запасных частей для киноустановок, утверждало сценарии кинофильмов, разрешало производство кинофильмов и выпуск их на экраны. Министерство через Главное Управление кинематографии контролировало соблюдение технических норм и правил эксплуатации киноустановок государственной сети и киноустановок других ведомств и организаций. 
Министерство утверждало планы издания литературы всеми издательствами, контролировало работу издательств, идейно-политическое содержание и оформление печатной продукции, управляло также книжной торговлей. 
Министерство управляло работой всех специальных учебных заведений культуры и искусства, разрабатывало планы подготовки и переподготовки специалистов в учебных заведениях, направляло научную деятельность в учебных заведениях, утверждало учебники и учебные пособия, планы их издания и тиражи. Кроме этого, Министерство имело ряд функциональных подразделений, которые разрабатывали планы развития сети, осуществляли руководство и контроль за капитальным строительством, организовывали техническое и материальное снабжение, вели бухгалтерский и статистический учет. 
При Министерстве в разное время в качестве совещательных органов действовали ряд советов и комиссий, в состав которых входили работники Министерства, а также писатели, художники, деятели искусства, журналисты, кинорежиссеры и др. Среди них: Комиссия по организации показа в павильонах РСФСР достижений в области культуры, художественно-экспертный Совет по монументальной скульптуре, Совет по изобразительной продукции, Межбиблиотечная каталогизационная комиссия, Комиссия по просмотру новых художественных фильмов, общественный Совет по работе с детьми и подростками, Группа народностей Севера и др. 
В 1955 г. при Министерстве для организации гастролей концертных групп, ансамблей, солистов было создано Всероссийское гастрольно- концертное объединение, которое в 1964 г. преобразовано в Государственное концертно-гастрольное объединение (Росконцерт). 
Интересный факт. По заказу Министерства был создан агитационно-библиотечный автобус "Кубань".
Указом Президента России от 27 марта 1992 года вместо Министерства культуры РСФСР создано Министерство культуры и туризма Российской Федерации.

## Руководство

### Министры
- Зуева, Татьяна Михайловна (1 апреля 1953 — 24 мая 1958 г.)
- Попов, Алексей Иванович (24 мая 1958 — 17 ноября 1965 г.)
- Кузнецов, Николай Александрович (26 ноября 1965 — 28 февраля 1974 г.)
- Мелентьев, Юрий Серафимович (28 февраля 1974 — 15 июня 1990 г.; затем и. о. до 8 или 14 июля 1990 г.)
- Соломин, Юрий Мефодьевич (8 сентября 1990 — 15 ноября 1991 г.; затем и. о. до 5 декабря 1991 г.)
- Сидоров, Евгений Юрьевич (5 февраля — 27 марта 1992 г.)

### Первые заместители министра
- Зайцев, Евгений Владимирович (1975 — ?)
- Грибанов, Михаил Алексеевич
- Шкурко, Александр Иванович (1989 — ?)
- Проценко, Анатолий Иванович (1989 — ?)

### Заместители министра
- Зайцев, Евгений Владимирович (1967 — 1983)
- Стриганов, Василий Михайлович (1958 — 1985)
- Милов, Евгений Емельянович (1975 — ?)
- Кочетков, Владимир Васильевич (1975 — ?)
- Флярковский, Александр Георгиевич (1970 — 1980)
- Колобков, Сергей Михайлович (1981 — 1984)
- Жукова, Нина Борисовна (1986 — 1992)
- Шкурко, Александр Иванович (1981 — 1992)
- Костюкович, Анатолий Фомич (1989 — ?)
- Родионов, Валентин Алексеевич (1989 — 27 марта 1992)